# عبد القادر لطفي
عبد القادر لطفي (مواليد 16 يونيو 1943) هو ممثل مغربي، قدم عدة أعمال ناجحة ومتميزة مثل سلسلة لالة فاطمة وسلسلة عائلة محترمة جدًا سنة 2005.

## بعض أعماله
- صمت الليل 1996
- سرب الحمام 1998
- حلم ليلة شتاء 2000
- الحوت الأعمى 2001
- لالة فاطمة ج1 2001
- سعيدة 2002
- لالة فاطمة ج2 2002
- الفراشة السوداء 2002
- لالة فاطمة ج3 2003
- ثمن الرحيل 2003
- عائلة محترمة جدا 2005
- معطف أبي 2005
- عبدو عند الموحدين 2006

## روابط خارجية
- عبد القادر لطفي على موقع IMDb (الإنجليزية)
- عبد القادر لطفي على موقع قاعدة بيانات الأفلام العربية
- عبد القادر لطفي على موقع ألو سيني (الفرنسية)
- عبد القادر لطفي على موقع قاعدة بيانات الفيلم (الإنجليزية)

- عبد القادر لطفي على موقع imdb
- عبد القادر لطفي على موقع allocine.fr